# اسلام در استرالیا
اسلام چهارمین دین بزرگ در استرالیا، پس از مسیحیت و بی‌دینی و بودایی‌گرایی است. جمعیت مسلمانان استرالیا حدود ۵۰۰ هزار تن است که بخشی از آنان را ایرانیان تشکیل می‌دهند. حضور مسلمانان در استرالیا قدمت دیرینه‌ای دارد. اولین گروه از مسلمانان در سال ۱۸۶۰ (میلادی) توسط انگلیسی‌ها به این قاره وارد شدند. انگلیسی‌ها هنگام ورود به این منطقه برای شناسایی راه‌ها و کشف طلا در صحراهای استرالیا، مجبور به استفاده از ساربانان افغان بودند و برای نخستین بار ۱۲ ساربان و ۱۲۰ شتر از افغانستان به این کشور مهاجرت کردند. افغان‌ها برای انجام فرایض دینی خود، مکان‌های عبادی در مناطق مختلف از جمله در میان صحراها بنا کردند که آثار برخی از آنها تاکنون باقی است.
هم‌اکنون مسلمانان استرالیا در شهرهای اصلی همچون سیدنی، ملبورن و پرت متمرکزند. به طوری که در شهر سیدنی ۲/۵۳ درصد، ملبورن ۷/۳۴ درصد و مابقی آنان به ترتیب در شهرهای پرت، بریزبین، آدلاید، کانبرا، تاسمانی و داروین ساکن‌اند.